# Alpes Peninos
Os Alpes Peninos  (em italiano:  Alpi Pennine) designam ao mesmo tempo um sector dos Alpes e uma antiga província romana - em latim  Alpes Poenninae ou Alpes Graiae - mas ambas fazem referência à parte da cadeia que vai do Passo do Grande São Bernardo até ao Maciço de São Gotardo, e assim pertencendo segundo a vertente ao cantão Valais da Suíça ou do Vale de Aosta da Itália.
O ponto mais alto dos Alpes Peninos é o Monte Rosa, que culmina a 4.634 m, mas além deste, fazem parte vários cumes com mais de 3.500 m como a Pirâmide Vincente, 4.215 m, os Jémeos, 3.875 m, o pico de Luseney, 3.504 m. Os outros variam entre 3.000 e 3.490 m.
De assinalar que o termo Alpes Peninos também é utilizado para designar os Alpes valaisanos mas unicamente  na sua porção italiana.

## Província
O nome da província chama-se assim devido ao Poeninus Mons, quer dizer, o nome romano do Collo do Grande São Bernardino. Na realidade, no colo encontrava-se uma estátua dedicada a Giove Poeninus.

## Divisão tradicional
Os Alpes Peninos faziam parte da divisão tradicional da partição dos Alpes adoptada em 1926 pelo  IX Congresso Geográfico Italiano  na Itália, com o fim de normalizar a sua divisão em Alpes Ocidentais os Alpes Centrais  aos quais pertenciam, e dos Alpes Orientais.

## SOIUSA
A Subdivisão Orográfica Internacional Unificada do Sistema Alpino (SOIUSA), dividiu os Alpes em duas grandes partes:Alpes Ocidentais e Alpes Orientais, separados pela linha formada pelo  Rio Reno - Passo de Spluga - Lago de Como - Lago de Lecco.
Segundo a SOIUSA, os Alpes Peninos são formados pelo conjunto dos Alpes do Grande Combin, Alpes de Weisshorn e do Cervino, Alpes do Monte Rosa, Alpes de Biella e Cusiane, e Alpes de Mischabel e de Weissmies

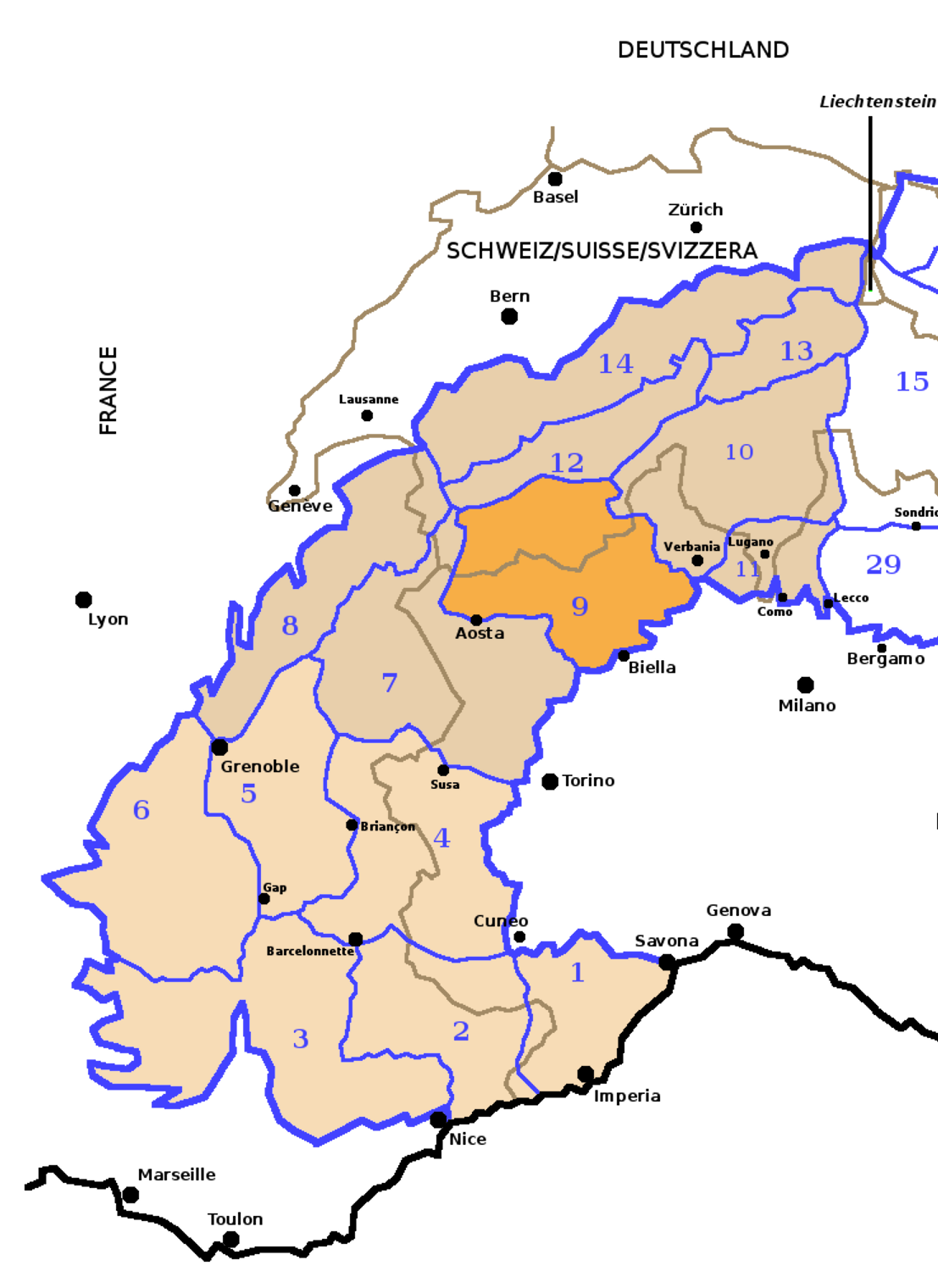
Zona de localização 9

### Classificação  SOIUSA
Segundo a SOIUSA este acidente orográfico é uma secção alpina com a seguinte classificação:
- Parte = Alpes Ocidentais
- Grande sector alpino = Alpes Ocidentais-Norte
- Secção alpina = Alpes Peninos
- Código = I/B-9

## Imagens externas
- «SummitPost: Mont Blanc Group» (em inglês)